# وادي الحنو
وادي الحنو أحد أودية نجد المشهورة. يقع الوادي في هضبة نجد السفلى.
يلتقي وادي الحنو و بوادي الغَرّ عند فََّوار الفَرَْشة٬ وهو من الأودية التي كانت تجري أنهارًا أثناء الفترات المطيرة٬ ونجح في إيجاد ثغرة يمر من خلالها في حافة طُويق ما بين خشم السواد وخشم قرية الفَاو٬ وبعد أن يخترق الجبال إلى مسافة نحو 30 كم من الغرب إلى الشرق يتجه نحو الشمال الشرقي فيما بين جبال طويق إلى اليسار٬ وعرق معارض إلى اليمين٬ حيث يتلقى بعض الروافد من منحدرات جبال طُويق التي ساعدت في الحفاظ على مجرى وادي الحنو من الزوال٬ فقد استطاعت الكثبان الرملية الهائلة إلى الغرب من حافة طويق منع روافد الوادي العليا المنحدرة من هضبة عسير من الوصول إلى الوادي٬ وصارت تنتهي في هذه الرمال.